# HRS (HET)
HRS (High Resolution Spectrograph) とは、マクドナルド天文台のホビー・エバリー望遠鏡 (HET) で2001年3月から使用されている天体観測用の分光器である。

## 概要
HRSはファイバー供給式のクロス分散エシェル分光器である。分光器本体は望遠鏡ドームの地下階にある恒温室に設置されており、HETの主焦点から光ファイバーで分光器本体の入射スリットまで、観測対象の光が導かれる。分散はエシェル回折格子で行われ、クロス分散素子により二次的な分散を行い二次元的な電磁スペクトルの配列が検出器上に映し出されて記録される。エシェル格子は十分なサイズを得るために複数の回折格子を繋ぎ合わせたモザイク型になっている。クロス分散素子は回折格子を用いている。検出器は画素ピッチ15マイクロメートル・2k×4k画素のCCDを2枚使用している。観測可能波長は420-1000ナノメートルで、一回の観測ではこの範囲全てをカバーすることはできないが、クロス分散素子を交換したりエシェル格子の配置を変更することにより観測波長を変更できる。適切な観測設定を組み合わせれば2回の観測で420-1000nmの全域をカバーできるようになっている。分解能を犠牲にすることなく光量を増大させるイメージスライサー（一般的に高分散分光器では分解能と光量はトレードオフの関係にある）や波長較正用のヨウ素蒸気セルも備えており、使用・不使用を観測者のの任意で設定できる。
観測設定によっては理論上は400nm以下、1000nm以上の波長領域も観測可能だが、400nm以下や1040nm以上範囲では光量が非常に小さくなる。波長分解能は視野角1秒角の光ファイバーを使った場合R=60,000、最大でR=120,000である。
HRSの設計はヨーロッパ南天天文台が開発し超大型望遠鏡VLTの一基で使用している高分散分光器UVESを参考にしており、全体的にはUVESを単純化したような光学設計になっている。UVESは同時波長カバー範囲を広げるためにダイクロイックミラーで入射光を波長によって2つのチャンネルに分割してそれぞれのチャンネルで分光・記録を行う構造になっていたが、HRSはそのような構造を持たない単純なシングルチャンネル式の分光器となっている。
HETにはHRSの他にも 中分解能分光器 (MRS), 低分解能分光器 (LRS) が設置されていた。波長分解能が低い方が暗い天体の観測が可能になるため、3つの分光器は観測目的に合わせて使い分けられていた。
HRSは2000年代前半に視線速度法で赤色矮星の惑星を探索するためのサーベイに投入された。大口径(9.2m)のHETに設置されたHRSは見かけの等級が暗い赤色矮星の観測に有利であった。HRSはこのサーベイ中に6m/sという精度を発揮した。。
2018年にはHRSと同程度の波長分解能を持つ新型の分光器であるHPFが新たに設置された。HPFはHRSよりも赤外線寄りのカバー波長を持ち、より高い安定性と自己較正システムを備える。